# Timandra sakishimensis
Timandra sakishimensis là một loài bướm đêm trong họ Geometridae.